# Adetus pisciformis
Adetus pisciformis là một loài bọ cánh cứng trong họ Cerambycidae.